# Malki Iskăr, Sofia
Malki Iskăr (în bulgară Малки Искър) este un sat în comuna Etropole, regiunea Sofia,  Bulgaria. 

## Demografie
Componența etnică a satului Malki Iskăr
     Bulgari (85,26%)
     Romi (13,79%)
     Nicio identificare (0,94%)
     Altele (0%)
La recensământul din 2011, populația satului Malki Iskăr era de 319 locuitori. Din punct de vedere etnic, majoritatea locuitorilor (85,26%) erau bulgari, cu o minoritate de romi (13,79%). Pentru 0,94% din locuitori nu este cunoscută apartenența etnică.